# Жозеф Кардейн
Жозеф Лео Кардейн (на нидерландски: Joseph Leo Cardijn) е белгийски духовник, основател на международната организация Християнска работническа младеж.
Той е роден на 13 ноември 1882 година в Схарбек, предградие на Брюксел, но израства в Хале. През 1906 година завършва семинарията в Мехелен и е ръкоположен за католически свещеник. Повлиян от Адолф Данс, Кардейн се посвещава на проповядване сред работническата класа. През 1919 година основава младежка католическа група, която се разраства и се превръща в международното движение Християнска работническа младеж. Към края на живота му организацията има около 2 милиона членове в 69 страни по света. През 1965 година в рамките на няколко дни Кардейн става епископ, титулярен архиепископ на Таузар и кардинал-дякон на свети архангел Михаил.
Жозеф Кардейн умира в Льовен на 25 юли 1967 година.